# Dalima honei
Dalima honei är en fjärilsart som beskrevs av Eugen Wehrli 1924. Dalima honei ingår i släktet Dalima och familjen mätare. Inga underarter finns listade i Catalogue of Life.